# Pacte international relatif aux droits civils et politiques
Le Pacte international relatif aux droits civils et politiques (PIDCP) a été adopté à New York le 16 décembre 1966 par l'Assemblée générale des Nations unies dans sa résolution 2200 A (XXI). Il comprend les droits et libertés classiques qui protègent les particuliers contre les ingérences de l’État, comme le droit à la vie, l’interdiction de la torture, de l’esclavage et du travail forcé, le droit à la liberté, etc.
Le Pacte est complété par deux protocoles : le 1er daté du 16 décembre 1966, et le 2e, interdisant la peine de mort, en date du 15 décembre 1989.
Le Pacte II de l’ONU est entré en vigueur après la ratification par 35 États le 23 mars 1976. Il est en principe applicable directement par les juridictions des États signataires.

## Origine
Après avoir voté la Déclaration universelle des droits de l'homme, l'Assemblée générale souhaitait une Charte des droits de l'homme qui aurait force obligatoire. Elle a donc créé une Commission des droits de l'homme, chargée de la rédiger. Le projet aboutit après deux longues années de négociations dans le contexte de la guerre froide, à deux textes complémentaires, le Pacte international relatif aux droits économiques, sociaux et culturels (PIDESC) et le PIDCP.
Fait à New York le 19 décembre 1966, il ne sera ratifié par la France qu'à l'issue de la loi du 25 juin 1980, entrant en vigueur le 4 février 1981.

## Contenu

### Création du Comité des droits de l'homme
Le Pacte institue le Comité des droits de l'homme. Il est composé de dix-huit experts indépendants qui se réunissent trois fois par an pour étudier les rapports des États parties et formuler des recommandations sur la mise en œuvre du pacte, sous forme d'« observations générales ». En cas d'état d'urgence, prévu par l'article 4 du PIDCP, il peut éventuellement formuler des rapports spéciaux.
Un protocole facultatif, ratifié par plus de 100 pays, permet à des particuliers, de déposer des « communications » (plaintes) individuelles au sujet du respect du Pacte par les États qui ont ratifié ce protocole additionnel.

### Droits protégés
- Article 1 : droit des peuples à disposer d'eux-mêmes et « à disposer librement de leurs richesses et de leurs ressources naturelles »
- Article 4 : dérogation au cas d'état d'urgence, mais elle ne permet pas sur les articles 6, 7, 8, 11, 15, 16 et 18 et implicitement l'article 14 qui protège l'accès à un juge même s'il n'est pas cité.
- Article 6 : droit à la vie et sur la Convention pour la prévention et la répression du crime de génocide à la privation de la vie.
- Article 7 : interdiction de la torture et des peines ou traitements cruels, inhumains ou dégradants
- Article 8 : interdiction de l'esclavage et des travaux forcés
- Article 9 : droit à la liberté et à la sécurité, interdiction de la détention arbitraire
- Article 11 : interdiction de la détention à cause de l'obligation du droit civil
- Article 14 : égalité devant les tribunaux et les cours de justice. Droit au silence, présomption d'innocence, non bis in idem et dommage pour l'erreur judiciaire
- Article 15 : Principe de la non-rétroactivité de la Loi pénale plus sévère, application de la loi plus douce
- Article 16 : droit de reconnaissance de la personnalité juridique
- Article 17 : droit à la protection de la vie privée
- Article 18 : droit à la liberté de pensée, de conscience et de religion, ainsi qu'à la liberté de manifester sa religion.
- Article 19 : liberté d'expression (et conditions sous lesquelles cette liberté peut être restreinte).
- Article 20 : interdiction de toute propagande en faveur de la guerre et l'incitation à la discrimination
- Article 21 : droit de réunion pacifique
- Article 22 : droit d'association et sur l'Organisation internationale du travail
- Article 25 : droit de voter et d'être élu au suffrage universel et égal (alinea b)
- Article 26 : droit à l'égalité devant la loi
- Article 27 : droits culturels des minorités. La France a émis une réserve et n'est donc pas légalement liée à cet article dont le texte affirme :

« Dans les États où il existe des minorités ethniques, religieuses ou linguistiques, les personnes appartenant à ces minorités ne peuvent être privées du droit d'avoir, en commun avec les autres membres de leur groupe, leur propre vie culturelle, de professer et de pratiquer leur propre religion, ou d'employer leur propre langue. »

## États parties

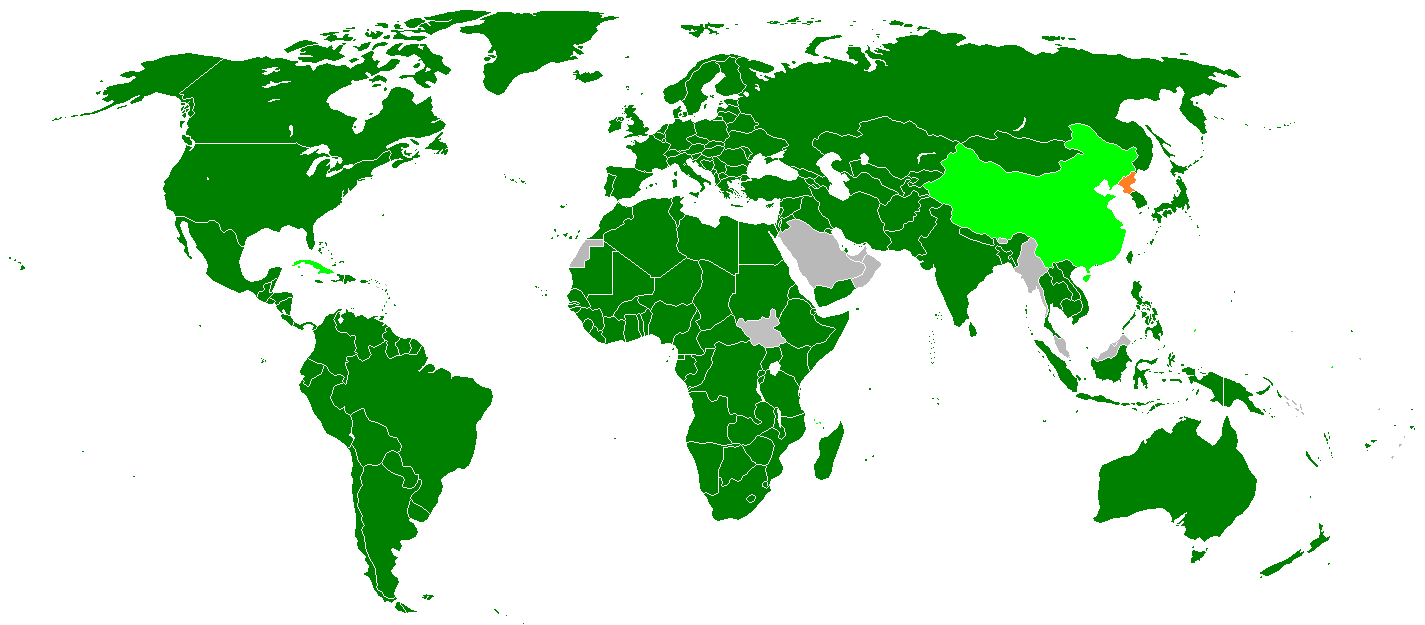
États ayant ratifié le Pacte

Le 25 janvier 2025, il y avait 174 États partie du pacte.  
- Les États-Unis l'ont signé en 1992 avec plusieurs réserves, et ont déclaré que les dispositions des articles 1 à 27 du Pacte ne sont pas exécutoires d'office qui le rendent en grande partie non exécutoire[4].
- La France a émis une réserve à l'article 27, au nom de l'universalisme républicain, rappelant le fait que, étant une république « une et indivisible », les minorités (ethniques, culturelles, linguistiques ou religieuses) n'ont ni plus de droits ni moins de droits que leurs concitoyens : en effet la France ne « fiche » pas ses résidents par catégories raciales, etc. En 2008, le Conseil économique et social des Nations unies a « recommandé » à la France de retirer cette réserve[5].
- Plus généralement, de nombreux pays ont émis des réserves ou des déclarations d'interprétation. Une partie de ces réserves a fait l'objet d'objections de la part d'autres signataires, qui ont considéré que ces réserves étaient incompatibles avec l'objet et le but du Pacte. À titre d'exemple, l'Allemagne a fait part d'une objection à la réserve des États-Unis de sa possibilité d'appliquer la peine de mort à des mineurs, et d'objections contre 3 États appliquant un droit musulman ayant émis des réserves notamment sur l'article 18[4].

| État                                                | Date de la signature | Date de la ratification, d'adhésion, de succession | Notes |
| --------------------------------------------------- | -------------------- | -------------------------------------------------- | --- |
| Afghanistan, république islamique d'                |                      | 24 janvier 1983                                    | Adhésion en tant que république démocratique d'Afghanistan |
| Afrique du Sud                                      | 3 oct 1994           | 10 décembre 1998                                   | |
| Albanie, république d'                              |                      | 4 oct 1991                                         | |
| Algérie                                             | 10 décembre 1968     | 12 septembre 1989                                  | |
| Allemagne, République fédérale d’                   | 9 oct 1968           | 17 décembre 1973                                   | La République démocratique allemande a signé le 23 mars 1973 et ratifié le 8 novembre 1973 le Pacte avec réserves et déclarations                                                     |
| Andorre                                             | 5 août 2002          | 22 septembre 2006                                  | |
| Angola                                              |                      | 10 janvier 1992                                    | |
| Argentine, république d'                            | 19 février 1968      | 8 août 1986                                        | |
| Arménie                                             |                      | 23 juin 1993                                       | |
| Australie                                           | 18 décembre 1972     | 13 août 1980                                       | |
| Autriche                                            | 10 décembre 1973     | 10 septembre 1978                                  | |
| Azerbaïdjan                                         |                      | 13 août 1992                                       | |
| Bahamas                                             | 4 décembre 2008      | 23 décembre 2008                                   | |
| Bahreïn                                             |                      | 20 septembre 2006                                  | |
| Bangladesh                                          |                      | 6 septembre 2000                                   | |
| Barbade                                             |                      | 5 janvier 1973                                     | |
| Biélorussie                                         | 19 mars 1968         | 12 novembre 1973                                   | Signé et ratifié en tant que république socialiste soviétique de Biélorussie |
| Belgique                                            | 10 décembre 1968     | 21 avril 1983                                      | |
| Bélize                                              |                      | 10 juin 1996                                       | |
| Bénin                                               |                      | 12 mars 1992                                       | |
| Bolivie, État plurinational de                      |                      | 12 août 1982                                       | Adhésion en tant que république de Bolivie |
| Bosnie-Herzégovine                                  |                      | 1er septembre 1993                                 | Succession en tant que république de Bosnie-Herzégovine à la république fédérale socialiste de Yougoslavie                                                                            |
| Botswana                                            | 8 septembre 2000     | 8 septembre 2000                                   | |
| Brésil                                              | 12 décembre 1991     | 24 janvier 1992                                    | |
| Bulgarie                                            | 8 oct 1968           | 21 septembre 1970                                  | Signé et ratifié en tant que république populaire de Bulgarie |
| Burkina Faso                                        |                      | 4 janvier 1999                                     | |
| Burundi                                             |                      | 9 mai 1990                                         | |
| Cambodge                                            | 17 oct 1980          | 26 mai 1992                                        | Signé en tant que Kampuchéa démocratique |
| Cameroun                                            |                      | 27 juin 1984                                       | |
| Canada                                              |                      | 19 mai 1976                                        | |
| Cap Vert                                            |                      | 6 août 1993                                        | |
| Centrafrique                                        |                      | 8 mai 1981                                         | |
| Chili                                               | 16 septembre 1969    | 10 févr 1972                                       | |
| Chine, république populaire de                      | 5 oct 1998           |                                                    | La république de Chine a signé le 5 octobre 1967 |
| Chypre                                              | 19 décembre 1966     | 2 avril 1969                                       | |
| Colombie                                            | 21 décembre 1966     | 29 oct 1969                                        | |
| Comores                                             | 25 septembre 2008    |                                                    | |
| Congo, république du                                |                      | 5 oct 1983                                         | Ratifié en tant que république populaire du Congo |
| Corée, république démocratique populaire de         |                      | 14 septembre 1981                                  | Retrait demandé le 25 août 1997 mais le Secrétariat a indiqué que le Pacte n’a pas de dispositif de retrait et ne peut donc pas faire un retrait sans l’approbation de tous les États |
| Corée, république de                                |                      | 10 avril 1990                                      | |
| Costa Rica                                          | 19 décembre 1966     | 29 novembre 1968                                   | |
| Côte d'Ivoire                                       |                      | 26 mars 1992                                       | |
| Croatie, république de                              |                      | 12 oct 1992                                        | Succession à la république socialiste fédérale de Yougoslavie |
| Cuba                                                | 28 févr 2008         |                                                    | |
| Congo, république démocratique du                   |                      | 1er novembre 1976                                  | Ratifié en tant que république du Zaïre |
| Danemark                                            | 20 mars 1968         | 6 janvier 1972                                     | |
| Djibouti                                            |                      | 5 novembre 2002                                    | |
| Dominique                                           |                      | 17 juin 1993                                       | |
| Équateur                                            | 4 avril 1968         | 6 mars 1969                                        | |
| Égypte, république arabe d’                         | 4 août 1967          | 14 janvier 1982                                    | Signé en tant que République arabe unie |
| Érythrée                                            |                      | 22 janvier 2002                                    | |
| Espagne                                             | 28 septembre 1976    | 27 avril 1977                                      | |
| Estonie                                             |                      | 21 oct 1991                                        | |
| États-Unis d’Amérique                               | 5 oct 1977           | 8 juin 1992                                        | |
| Éthiopie                                            |                      | 11 juin 1993                                       | |
| Finlande                                            | 11 oct 1967          | 19 août 1975                                       | |
| France                                              |                      | 4 novembre 1980                                    | |
| Gabon                                               |                      | 21 janvier 1983                                    | |
| Gambie                                              |                      | 22 mars 1979                                       | |
| Géorgie, république de                              |                      | 3 mai 1994                                         | |
| Ghana                                               | 7 septembre 2000     | 7 septembre 2000                                   | |
| Grèce                                               |                      | 5 mai 1997                                         | |
| Grenade                                             |                      | 6 septembre 1991                                   | |
| Guatemala                                           |                      | 5 mai 1992                                         | |
| Guinée                                              | 28 févr 1967         | 24 janvier 1978                                    | |
| Guinée-Bissau                                       | 12 septembre 2000    | 1er novembre 2010                                  | |
| Guinée équatoriale                                  |                      | 25 septembre 1987                                  | |
| Guyane                                              | 22 août 1968         | 15 févr 1977                                       | |
| Hongrie                                             | 25 mars 1969         | 17 janvier 1974                                    | Signé et ratifié en tant que république populaire de Hongrie |
| Haïti                                               |                      | 6 févr 1991                                        | |
| Honduras                                            | 19 décembre 1966     | 25 août 1997                                       | |
| Inde                                                |                      | 10 avril 1979                                      | |
| Indonésie                                           |                      | 23 févr 2006                                       | |
| Iran, république d’                                 | 4 avril 1968         | 24 juin 1975                                       | Signé et ratifié en tant qu’État impérial d'Iran |
| Irak                                                | 18 févr 1969         | 25 janvier 1971                                    | |
| Irlande, république d’                              | 1 oct 1973           | 8 décembre 1989                                    | |
| Islande                                             | 30 décembre 1968     | 22 août 1979                                       | |
| Israël                                              | 19 décembre 1966     | 3 oct 1991                                         | |
| Italie                                              | 18 janvier 1967      | 15 septembre 1978                                  | |
| Jamaïque                                            | 19 décembre 1966     | 3 oct 1975                                         | |
| Japon                                               | 30 mai 1978          | 21 juin 1979                                       | |
| Jordanie                                            | 30 juin 1972         | 28 mai 1975                                        | |
| Kazakhstan                                          | 2 décembre 2003      | 24 janvier 2006                                    | |
| Kenya                                               |                      | 1er mai 1972                                       | |
| Koweït                                              |                      | 21 mai 1996                                        | |
| Kirghizistan                                        |                      | 7 oct 1994                                         | |
| Laos, république populaire démocratique du          | 7 décembre 2000      | 25 septembre 2009                                  | |
| Lettonie                                            |                      | 14 avril 1992                                      | |
| Lesotho                                             |                      | 9 septembre 1992                                   | |
| Liban                                               |                      | 3 novembre 1972                                    | |
| Liberia                                             | 18 avril 1967        | 22 septembre 2004                                  | |
| Libye                                               |                      | 15 mai 1970                                        | Signé et ratifié en tant que République arabe libyenne |
| Liechtenstein, principauté du                       |                      | 10 décembre 1998                                   | |
| Lituanie                                            |                      | 20 novembre 1991                                   | |
| Luxembourg                                          | 26 novembre 1974     | 18 août 1983                                       | |
| Macédoine, ex-république yougoslave de              |                      | 18 janvier 1994                                    | L’ex-Yougoslavie a signé le Pacte le 8 août 1967 et l’a ratifié le 2 juin 1971 |
| Madagascar                                          | 17 septembre 1969    | 21 juin 1971                                       | Signé et ratifié en tant que République démocratique malgache |
| Malawi                                              |                      | 22 décembre 1993                                   | |
| Maldives                                            |                      | 19 septembre 2006                                  | |
| Mali                                                |                      | 16 juillet 1974                                    | |
| Malte                                               |                      | 13 septembre 1990                                  | |
| Maroc                                               | 19 janvier 1977      | 3 mai 1979                                         | |
| Mauritanie, république islamique de                 |                      | 17 novembre 2004                                   | |
| Maurice                                             |                      | 12 décembre 1973                                   | |
| Mexique                                             |                      | 23 mars 1981                                       | |
| Moldavie                                            |                      | 26 janvier 1993                                    | |
| Monaco                                              | 26 juin 1997         | 28 août 1997                                       | |
| Mongolie                                            | 5 juin 1968          | 18 novembre 1974                                   | Signé et ratifié en tant que République populaire mongole |
| Monténégro                                          |                      | 23 oct 2006                                        | |
| Mozambique                                          |                      | 21 juillet 1993                                    | |
| Namibie                                             |                      | 28 novembre 1994                                   | |
| Nauru                                               | 12 novembre 2001     |                                                    | |
| Népal                                               |                      | 14 mai 1991                                        | Signé en tant que royaume du Népal |
| Nicaragua                                           |                      | 12 mars 1980                                       | |
| Niger                                               |                      | 7 mars 1986                                        | |
| Nigeria                                             |                      | 29 juillet 1993                                    | |
| Norvège                                             | 20 mars 1968         | 13 septembre 1972                                  | |
| Nouvelle-Zélande                                    | 12 novembre 1968     | 28 décembre 1978                                   | |
| Ouganda                                             |                      | 21 juin 1995                                       | |
| Ouzbékistan                                         |                      | 28 septembre 1995                                  | |
| Pakistan                                            | 17 avril 2008        | 23 juin 2010                                       | |
| Palaos                                              | 20 septembre 2011    |                                                    | |
| Palestine                                           | 2 avril 2014         |                                                    | Signé et ratifié en tant que État de Palestine |
| Panama                                              | 27 juillet 1976      | 8 mars 1977                                        | |
| Papouasie-Nouvelle-Guinée                           |                      | 21 juillet 2008                                    | |
| Paraguay                                            |                      | 10 juin 1992                                       | |
| Pays-Bas                                            | 25 juin 1969         | 11 décembre 1978                                   | |
| Pérou                                               | 11 août 1977         | 28 avril 1978                                      | |
| Philippines                                         | 19 décembre 1966     | 23 oct 1986                                        | |
| Pologne                                             | 2 mars 1967          | 18 mars 1977                                       | Signé et ratifié en tant que république populaire de Pologne |
| Portugal                                            | 7 oct 1976           | 15 juin 1978                                       | |
| République dominicaine                              |                      | 4 janvier 1978                                     | |
| Roumanie                                            | 27 juin 1968         | 9 décembre 1974                                    | |
| Russie, fédération de                               | 18 mars 1968         | 16 oct 1973                                        | Succession de l’Union des républiques socialistes soviétiques |
| Rwanda                                              |                      | 16 avril 1975                                      | |
| Saint-Marin                                         |                      | 18 oct 1985                                        | |
| Saint-Vincent-et-les-Grenadines                     |                      | 9 novembre 1981                                    | |
| Sainte-Lucie                                        | 22 septembre 2011    |                                                    | |
| Salvador, république du                             | 21 septembre 1967    | 30 novembre 1979                                   | |
| Samoa                                               |                      | 15 févr 2008                                       | |
| Sao Tomé-et-Principe                                | 31 oct 1995          |                                                    | |
| Sénégal                                             | 6 juillet 1970       | 13 févr 1978                                       | |
| Serbie                                              |                      | 12 mars 2001                                       | L’Ex-Yougoslavie a signé le Pacte le 8 août 1967 et l’a ratifié le 2 juin 1971 |
| Seychelles                                          |                      | 5 mai 1992                                         | |
| République de Sierra Leone                          |                      | 23 août 1996                                       | |
| Slovaquie                                           |                      | 28 mai 1993                                        | Signé le 7 octobre 1968 et ratifié le 23 décembre 1975 en tant que Tchécoslovaquie |
| Slovénie                                            |                      | 6 juillet 1992                                     | L’Ex-Yougoslavie a signé le Pacte le 8 août 1967 et l’a ratifié le 2 juin 1971 |
| Somalie                                             |                      | 24 janvier 1990                                    | |
| Sri Lanka                                           |                      | 11 juin 1980                                       | |
| Soudan                                              |                      | 18 mars 1986                                       | Adhésion en tant que république démocratique du Soudan |
| Soudan du Sud                                       |                      | 5 février 2024                                     | |
| Suède                                               | 29 septembre 1967    | 6 décembre 1971                                    | |
| Suisse                                              |                      | 18 juin 1992                                       | |
| Surinam                                             |                      | 28 décembre 1976                                   | |
| Syrienne, République arabe                          |                      | 21 avril 1969                                      | |
| Swaziland                                           |                      | 26 mars 2004                                       | |
| Tadjikistan                                         |                      | 4 janvier 1999                                     | |
| Tchad                                               |                      | 9 juin 1995                                        | |
| Tchéquie                                            |                      | 22 févr 1993                                       | Signé le 7 octobre 1968 et ratifié le 23 décembre 1975 en tant que République socialiste tchécoslovaque                                                                               |
| Thaïlande                                           |                      | 29 oct 1996                                        | |
| Timor Oriental                                      |                      | 18 septembre 2003                                  | |
| Togo                                                |                      | 24 mai 1984                                        | |
| Trinidad et Tobago                                  |                      | 21 décembre 1978                                   | |
| Tunisie                                             | 30 avril 1968        | 18 mars 1969                                       | |
| Turquie, république de                              | 15 août 2000         | 23 septembre 2003                                  | |
| Turkménistan                                        |                      | 1er mai 1997                                       | |
| Ukraine                                             | 20 mars 1968         | 12 novembre 1973                                   | Signé et ratifié en tant que république socialiste soviétique d'Ukraine |
| Royaume-Uni de Grande-Bretagne et d’Irlande du Nord | 16 septembre 1968    | 20 mai 1976                                        | |
| Tanzanie                                            |                      | 11 juin 1976                                       | |
| Uruguay                                             | 21 févr 1967         | 1er avril 1970                                     | |
| Vanuatu                                             | 29 novembre 2007     | 21 novembre 2008                                   | |
| Venezuela                                           | 24 juin 1969         | 10 mai 1978                                        | |
| Vietnam, république socialiste du                   |                      | 24 septembre 1982                                  | |
| Yémen                                               |                      | 9 févr 1987                                        | |
| Zambie                                              |                      | 10 avril 1984                                      | |
| Zimbabwe                                            |                      | 13 mai 1991                                        | |

## Protocoles facultatifs

### Premier protocole
Le premier protocole facultatif prévoit un mécanisme pour donner suite aux plaintes relatives à la violation du Pacte par un État signataire. Il a été voté comme le Pacte lui-même, le 16 décembre 1966 par l'Assemblée générale et est entrée également en vigueur le 23 mars 1976. Le 25 janvier 2025, il avait été ratifié par 116 États.

### Second protocole
Le second protocole facultatif interdit la peine de mort. Il a été voté le 15 décembre 1989 par cette même assemblée et est entrée en vigueur le 11 juillet 1991. Le 25 janvier 2025, il avait été ratifié par 92 États.